# 원곡동
원곡동(元谷洞)은 경기도 안산시 단원구의 행정동이자 법정동이다.

## 개요
원곡동은 과거 조선시대부터 있었던 마을 원상리(양지마을)의 元와 모곡리(골)의 谷자를 사용하여 원곡(元谷)이라고 이름을 정하였다.
이 지역은 안산스마트허브 일부를 포함한 도시와 농촌, 공단이 병존하는 지역으로 도시 지역은 이주민 정착지역으로 단독주택, 다가구주택, 상가지역으로 구성되어 있고, 젊은 층의 공단 근로자들이 많이 거주하는 지역으로 주택 및 기숙사 단지를 구성하고 있다. 도시 지역은 90년대 이후 외국인 근로자 유입(약 2만여명 거주)으로 주거환경 열악 등 경제여건에 따라 타지역으로 이주하려는 경향이 있다. 국내에서 외국인 거주자(동 단위)가 가장 많은 곳이다. 안산 원곡본동 외국인 거주자는 2만2600명으로, 원곡본동 전체 주민 5만6000명의 40.4%다. 미등록체류자 등을 합하면 외국인 비율은 더 높을 것으로 추정되고 있다. 원곡동의 외국인 범죄는 2012년(2061건)에서 2014년(2531건)으로 증가했다고 한다.

## 역사
- 조선시대에는 안산군 와리면 원상리와 모곡리라 칭했다.
- 1914년 3월 1일 부령 제111호에 따라 시흥군 군자면 원곡리로 개칭되었다.
- 1979년 경기도 반월지구출장소가 설치되면서 군자지소에 속하였다.
- 1986년 1월 1일 법률 제3798호에 의거 안산시 승격으로 군자동으로 개청되었다.
- 1988년 10월 1일 안산시 조례 제213호에 의거, 군자동 및 원곡동에서 원곡1, 2동이 분동됐다.
- 1994년 1월 1일 안산시 조례 제500호에 의거, 군자동을 원곡본동으로 변경하였다.[4]
- 2017년 7월 1일 원곡본동에서 원곡동, 신길동이 분동됐다.[5]

## 법정동
- 원곡동

## 교육
- 관산중학교
- 원곡고등학교

## 교통
- 안산역
- 초지역